# Bengt Ahlquist
Bengt Alvar Ingemar Ahlquist, född 23 oktober 1943 i Karlskrona, död 22 december 2022 i Älvkarleby, var en svensk informatör och politiker (folkpartiet).
Bengt Ahlquist var ersättare i Sveriges riksdag för Håkan Holmberg i kortare perioder 1993 och 1994. Han var bror till Lola Björkquist.